# Maria Kucia-Albin

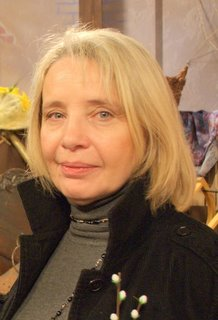
Maria Kucia-Albin

Maria Kucia-Albin (ur. 1956 we Wrocławiu) – polska scenografka, plastyczka, malarka.
Absolwentka Państwowego Liceum Sztuk Plastycznych w Warszawie (1975), Akademii Sztuk Pięknych we Wrocławiu (dyplom w 1980). Od 1980 roku na stałe współpracuje z TVP, tworząc scenografie do Teatru TVP i programów: Rower Błażeja, Domisie, Kuchcikowo, Mama i ja, Zdrowo z jedynką, Babcia Róża i Gryzelka, 5-10-15, Ziarno, Budzik. Autorka scenografii teatralnych.
Autorka scenografii do serii programów w konwencji teatralnej - wydanej na DVD "Aureola"http://www.promyczek.pl/o-wydawnictwie/projekty/2016-03-01-08-57-12
Autorka scenografii do serii programów w konwencji teatralnej dla TVP ABC " W krainie baśni"http://abc.tvp.pl/24593670/w-krainie-basni
Autorka książki Zapach szarlotki (Szczecin: Wydawnictwo My Book Przemysław Włodarski, 2006, ISBN 83-89770-46-6).

## Teatr Telewizji
- 2000: Okruchy czułości, reż. Ryszard Bugajski (scenografia)
- 1997: La Boheme, reż. Jerzy Grzegorzewski (współpraca scenograficzna)
- 1997: Sławek i Sławka, reż. Filip Zylber (scenografia)
- 1997: Dziennikarze, reż. Konrad Szołajski (scenografia)
- 1996: Zabawa w morderstwo, reż. Janusz Majewski (scenografia)
- 1996: Śniadanie do łóżka, reż. Filip Zylber (scenografia)
- 1995: Zęby, reż. Jan Bratkowski (scenografia)
- 1994: Uciekła mi przepióreczka, reż. Agnieszka Glińska (scenografia)
- 1994: Nieprzyjaciel, reż. Barbara Sałacka (scenografia)
- 1994: Lekcja tańca, reż. Paweł Karpiński (scenografia)
- 1994: Książę ciemności, reż. Ireneusz Engler (scenografia)
- 1994: Julio, jesteś czarująca, reż. Romuald Szejd (scenografia)
- 1993: Poza miastem, reż. Wojciech Solarz (kostiumy)
- 1993: Miłości George’a Washingtona, reż. Henryk Kluba (scenografia)
- 1993: Drobne ogłoszenia, (scenografia) reż. Paweł Karpiński[1]
- 1993: Miesiąc na wsi, reż. Jan Englert (scenografia)
- 1993: Cień podejrzenia, reż. Mirosław Gronowski (scenografia)
- 1992: Ogień na wichrze, reż. Wojciech Solarz (scenografia)[2]
- 1992: Skąpiec, reż. Jan Bratkowski (scenografia)
- 1992: Nieboskie stworzenie, reż. Paweł Karpiński (scenografia)
- 1990: Godzina kota, reż. Piotr Cieślak (scenografia)
- 1987: Przyjdę do pani znów..., reż. Andrzej Sapija (scenografia)
- 1986: Solo na bicie zegara, reż. Jan Bratkowski (scenografia)
- 1986: Notatki z podziemia, reż. Bogdan Michalik (kostiumy)
- 1985: Czwartkowe damy, (scenografia)
- 1984: Kilka scen z życia Glebowa, reż. Tomasz Zygadło (scenografia)
- 1983: Non omnis moriar, reż. Stanisław Różewicz (realizacja telewizyjna)
- 1981: Wesele, reż. Jan Kulczyński (asystent kostiumografa)
- 1981: Pan Cogito, reż. Zbigniew Zapasiewicz (kostiumy)

## Teatr
- 2009: Lot nad kukułczym gniazdem, reż. Jan Buchwald, Teatr Powszechny w Warszawie[3]
- 1995: Zagraj to jeszcze raz, reż. Jan Buchwald, Teatr im. Bogusławskiego w Kaliszu (scenografia wspólnie z Andrzejem Albinem)
- 1995: Miłość i gniew, reż. Jan Buchwald, Teatr im. Bogusławskiego w Kaliszu (scenografia)
- 1995: Lot nad kukułczym gniazdem, reż. Jan Buchwald, Teatr Współczesny we Wrocławiu (scenografia)
- 1994: Lot nad kukułczym gniazdem, reż. Jan Buchwald, Teatr im. Bogusławskiego w Kaliszu (scenografia wspólnie z Andrzejem Albinem)
- 1994: Ich czworo, reż. Jan Buchwald, Teatr im. Bogusławskiego w Kaliszu (scenografia wspólnie z Andrzejem Albinem)

## Festiwale
- 1985: XXII Krajowy Festiwal Polskiej Piosenki w Opolu, reż. Janusz Rzeszewski[4]

## Serial TV
- 1997–1998: Z pianką czy bez, reż. Sylwester Chęciński, Grzegorz Warchoł (kostiumy)[5]